# Apolloniaans net

Bij de 3 elkaar rakende cirkels (zwart) zijn er 2 andere cirkels die daaraan raken (rood).

In de wereld van de fractals, een deelgebied van de wiskunde, is een Apolloniaans net een fractal die is opgebouwd uit cirkels die elkaar raken. Een Apolloniaans net is genoemd naar de Oudgriekse wiskundige Apollonius van Perga. De fractal ontstaat door de volgende procedure. Begonnen wordt met drie cirkels die elkaar twee aan twee raken. In elke volgende stap worden cirkels toegevoegd die aan drie van de aanwezige cirkels raken en geen andere cirkel snijden. In de eerste stap ontstaan 2 nieuwe cirkels. In de volgende stap {\displaystyle 2\cdot 3=6}. In de {\displaystyle n}-de stap komen er {\displaystyle 2\cdot 3^{n-1}} nieuwe bij. Er zijn dan in totaal
{\displaystyle 3+\sum _{k=1}^{n}2\cdot 3^{k-1}=3+2{\frac {3^{n}-1}{2}}=2+3^{n}}
cirkels. In de limiet van dit proces ontstaat een Apolloniaans net.
Zwikken lijken op een Apolliaans net, maar worden niet door een cirkel omschreven, maar door hun rechthoekige omlijsting.

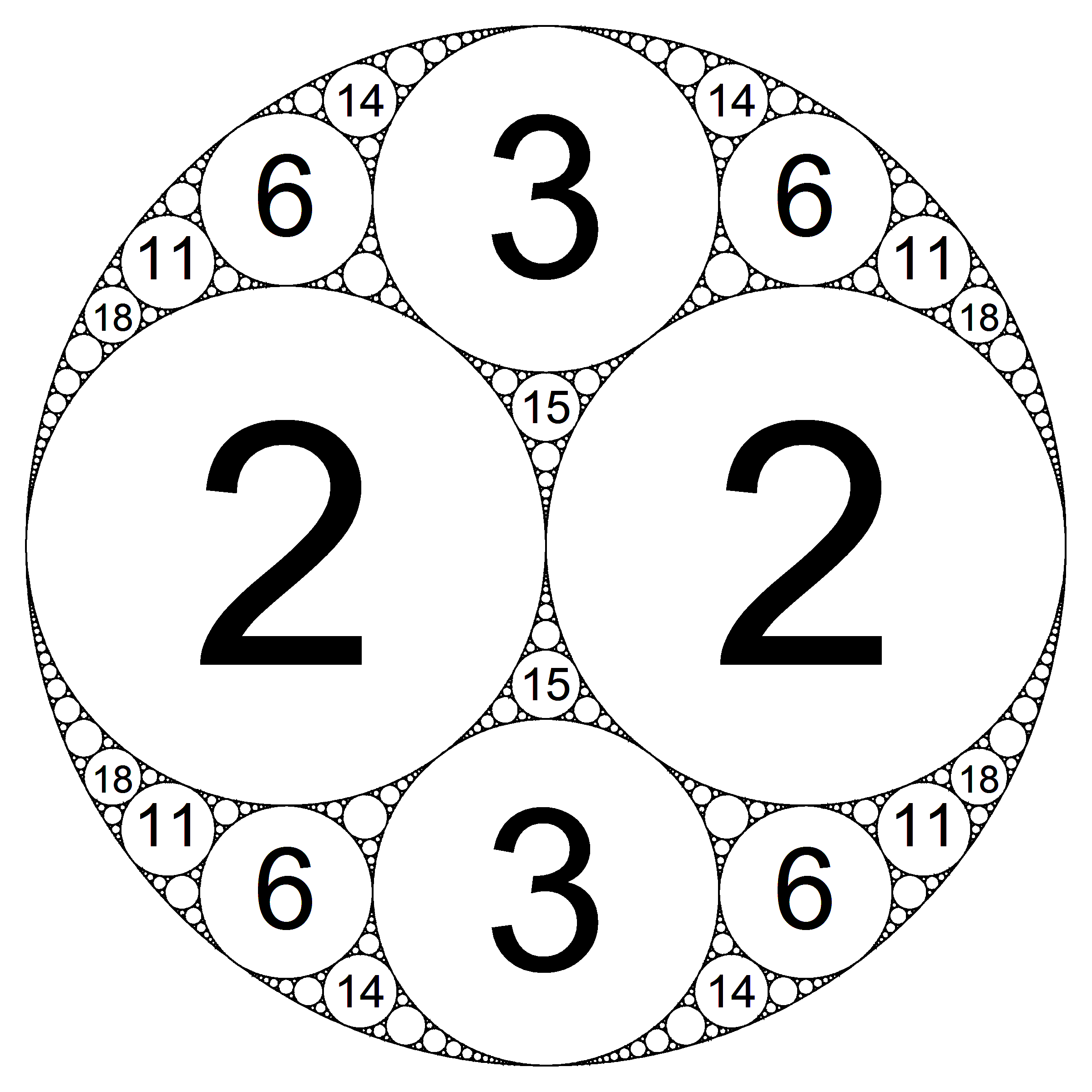
variant (-1,2,2,3)
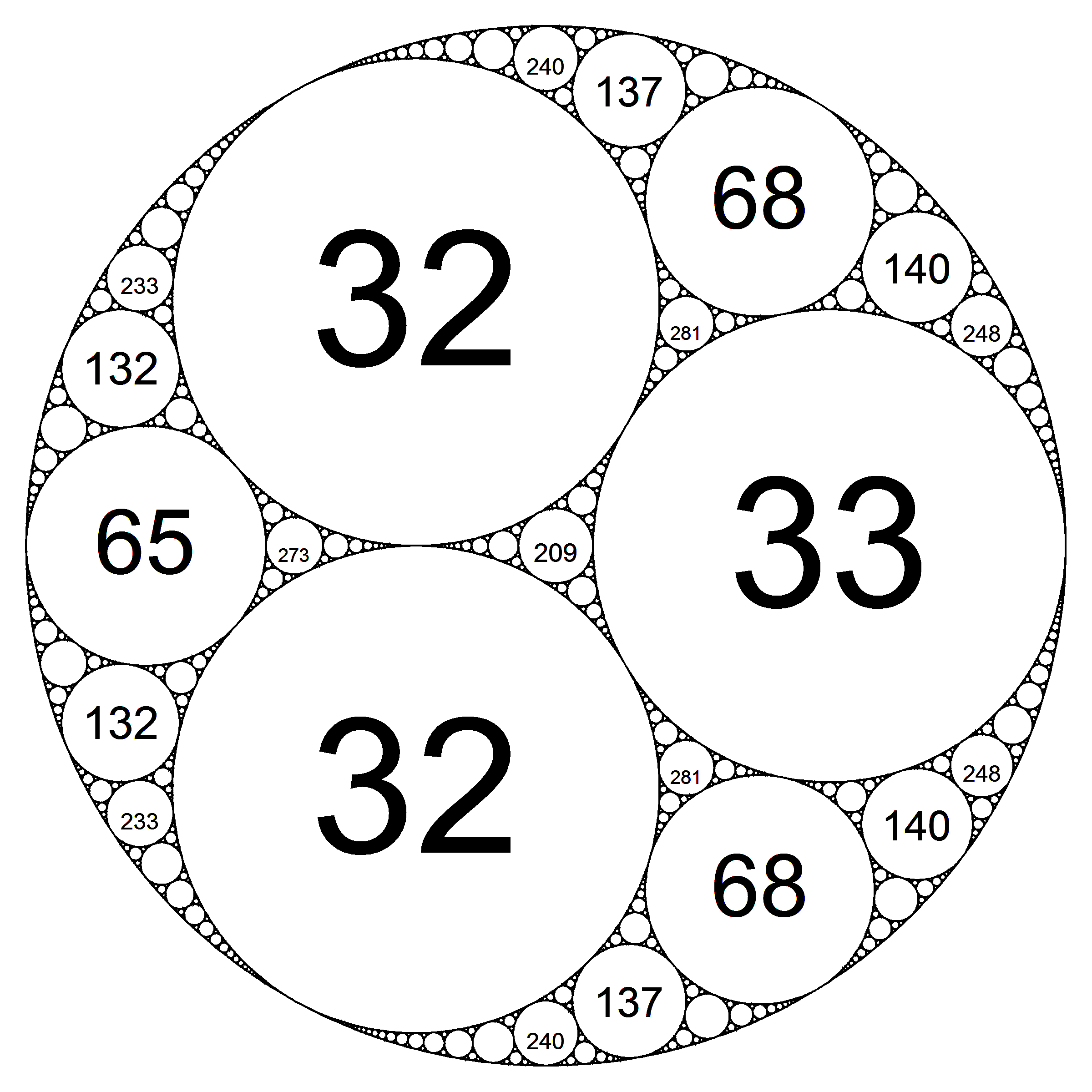
(-15,32,32,33)
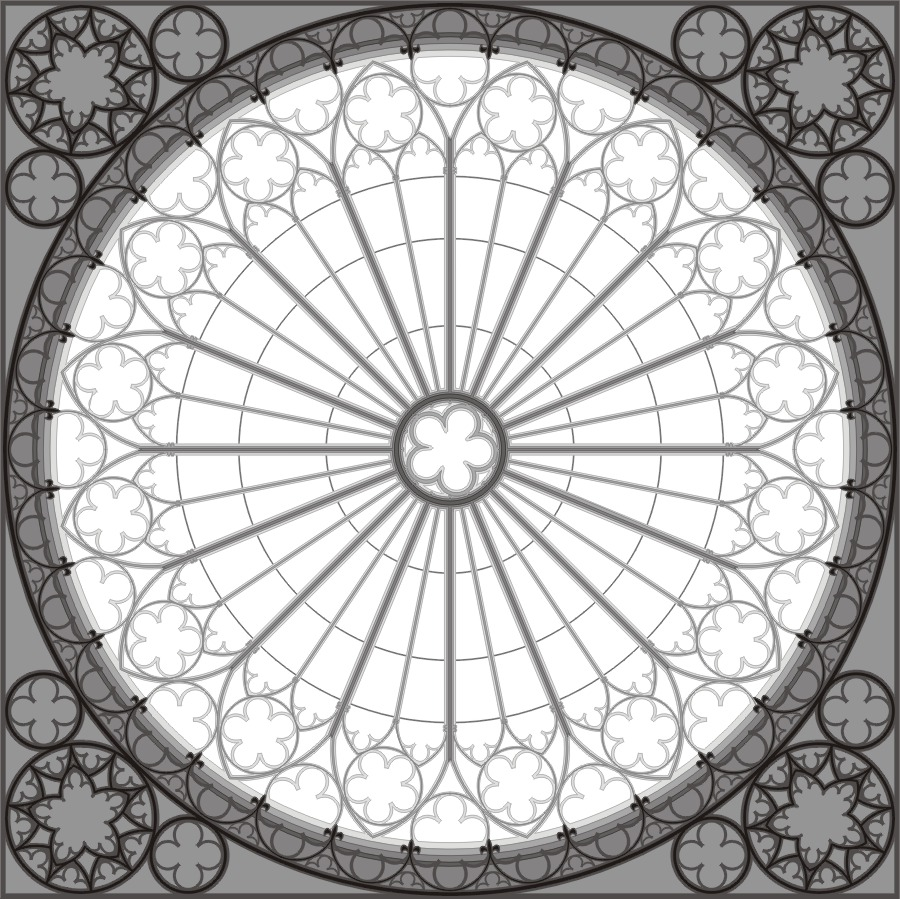
Roosvenster met zwikken in de kathedraal van Straatsburg

Als drie cirkels elkaar onderling raken, zijn er een omschreven cirkel, die aan alle drie raakt, en een ingeschreven cirkel. De stelling van Descartes geeft de lengte tussen de straal van de eerste drie cirkels en van hun omgeschreven in ingeschreven cirkel. Wanneer de drie cirkels los van elkaar liggen, is het raakprobleem van Apollonius de vraag hoeveel andere cirkels aan die drie raken.
De Hausdorff-dimensie van een Apolliniaans net is 1,3057.